# Europäischer Forschungsrat
Der Europäische Forschungsrat (englisch European Research Council, Abkürzung: ERC) ist eine Institution zur Finanzierung von Grundlagenforschung, die die Europäische Kommission als Teil des spezifischen Programms Ideen im 7. Forschungsrahmenprogramm der EU-Kommission gegründet hat. Zwischen 2014 und 2020 lief das Forschungsrahmenprogramm Horizon 2020, seit 2021 Horizont Europa.
Als Exekutivagentur des Europäischen Forschungsrates ist er eine der sechs Exekutivagenturen der Europäischen Union. Diese nehmen unter den Agenturen der EU eine Sonderstellung ein. Sie werden von der Europäischen Kommission gegründet und sind mit der Verwaltung von bestimmten Programmen beauftragt. Dabei sind sie nicht auf Dauer, sondern nur für einen begrenzten Zeitraum eingerichtet und im Rang einer Generaldirektion der Europäischen Kommission gleichgestellt. Im Unterschied zu den anderen EU-Agenturen müssen sie in Brüssel oder Luxemburg angesiedelt sein und haben, anders als diese, auch keine eigene Rechtspersönlichkeit.
Rechtsgrundlage für diese Exekutivagentur ist zum einen die EU-Ratsverordnung 58/2003 vom 19. Dezember 2002 sowie der Beschluss der Kommission 2008/37/EG vom 14. Dezember 2007.

## Aufgabe
Der Europäische Forschungsrat soll vergleichbare Aufgaben wahrnehmen wie die US-amerikanische National Science Foundation, die dessen Gründung auch inspirierte.
Die Fördermaßnahmen des Europäischen Forschungsrats ermöglichen zusätzlich zu den bisherigen thematischen Programmen Forschung ohne unmittelbare Anwendung: hierfür steht der Begriff Frontier Research, also Forschung an den Grenzen des Wissens. Dies soll ein neues Verständnis der Grundlagenforschung darstellen, insbesondere auch hochriskante Forschung einbeziehen (Pionierforschung). In den Programmen des EFR gibt es keine thematische Einschränkung, einziges Kriterium für die Auswahl soll Exzellenz sein.

## Organisation
Am 18. Juli 2006 wurden die 22 Gründungsmitglieder des wissenschaftlichen Rates des Europäischen Forschungsrates bekanntgegeben. Von deutscher Seite waren die Nobelpreisträgerin Christiane Nüsslein-Volhard vom Max-Planck-Institut für Entwicklungsbiologie und der Physikochemiker Hans-Joachim Freund vom Fritz-Haber-Institut der Max-Planck-Gesellschaft vertreten.
Am 27. Februar 2007 hat der Europäische Forschungsrat die Arbeit aufgenommen. An Vergabemitteln stehen dem Forschungsrat zunächst jährlich eine Milliarde Euro zur Verfügung. Das Programm soll u. a. dazu dienen, die EU als Forschungsstandort für Hochqualifizierte attraktiver zu machen, herausragende Wissenschaftstalente besser zu identifizieren und personelle Lücken in der Spitzenforschung aufzufüllen.
Drei Gründungsmitglieder des wissenschaftlichen Rates des ERC, der Soziologe Manuel Castells, der Chemiker und Nobelpreisträger Paul Crutzen und der Biologe Robert May sind im April 2008 aus dem wissenschaftlichen Rat ausgeschieden.

### Präsidentschaft
- Fotis Kafatos, 2007–2010
- Helga Nowotny, 2010–2013
- Jean-Pierre Bourguignon, 2013–2019
- Mauro Ferrari, 2019–2020
- Jean-Pierre Bourguignon (interimistisch), 2020–2021
- Maria Leptin, seit 1. Oktober 2021

### Generalsekretariat
- Ernst-Ludwig Winnacker, 2007–2009
- Andreu Mas-Colell, 2009–2010
- Donald B. Dingwell, 2011–2013

### Scientific Council
Das Scientific Council des ERC bestand mit Stand August 2019 aus Mauro Ferrari (Präsident), Eveline Crone (Vizepräsident), Janet Thornton (Vizepräsidentin), Fabio Zwirner (Vizepräsident), Geneviève Almouzni, Thomas Jungwirth, Manuel Arellano, Michael Kramer, Paola Bovolenta, Kurt Mehlhorn, Margaret Buckingham, Barbara Romanowicz, Ben Feringa, Jesper Svejstrup, Mercedes Garcia-Arenal, Nektarios Tavernarakis, Gerd Gigerenzer, Adrzej Jajszczyk, Lene Vestergard Hau, Eystein Jansen und Milena Fuchs.
Im Dezember 2022 wurden Thomas Henzinger (IST Austria), Harriet Bulkeley (Durham University), Leszek Kaczmarek (Polnische Akademie der Wissenschaften), Luke O’Neill (Trinity College) und Björn Ottersten (Universität Luxemburg) zu Mitgliedern des Scientific Councils für vier Jahre ab Anfang 2023 bestellt.

## Förderprogramme
Der Europäische Forschungsrat hat derzeit fünf Forschungsförderungsprogramme, von denen sich drei an individuelle Spitzenforscher richten. Der ERC Starting Grant zielt auf junge, innovative Forscher ab, die eine neue Forschungsgruppe aufbauen wollen. Damit soll das Potential an talentierten Jungforschern gehoben werden. Die Förderung geht über 5 Jahre und beträgt in der Regel bis zu 1,5 Mio. Euro, diese Summe kann in bestimmten Fällen (etwa wenn besonders teure Anschaffungen notwendig sind) aber auch auf 2,5 Mio. Euro erhöht werden. Der ERC Consolidator Grant richtet sich an etablierte Spitzenforscher, welche bereits exzellente Forschungsleistungen erbracht haben. Auch die Consolidator Grants haben eine Förderdauer von 5 Jahren, die Förderung beträgt in der Regel bis zu 2 Mio. Euro, wobei auch hier die Förderung auf bis zu 3 Mio. Euro erhöht werden kann. Der ERC Advanced Grant richtet sich an erfahrene Spitzenforscher mit über 10 Jahren Forschungserfahrung, die in ihrem Forschungsgebiet bereits eine prägende Rolle gespielt haben. Die Dauer der Förderung beträgt auch beim Advanced Grant 5 Jahre, die Förderung beträgt in der Regel 2,5 Mio. Euro, kann aber auch auf bis zu 3,5 Mio. Euro erhöht werden. Seit 2012 vergibt der Europäische Forschungsrat auch die ERC Synergy Grants, welche es Teams aus zwei bis vier Forschern ermöglichen sich um Förderung für Forschungsprojekte zu bewerben die einen herausragenden Synergieeffekt aufweisen. Die Förderung beträgt hier bis zu 10 Mio. Euro über bis zu 6 Jahre Laufzeit, wobei diese in begründeten Fällen auch bis zu 14 Mio. Euro betragen kann. Als zusätzliches Förderprogramm vergibt der Europäische Forschungsrat auch den ERC Proof of Concept, mit dem Forscher, die bereits ein vom Europäischen Forschungsrat gefördertes Projekt abgeschlossen haben, dabei unterstützt werden sollen, dessen Ergebnisse wirtschaftlich zu verwerten. Die Förderung hierfür beträgt bis zu 150.000,- Euro über eine Dauer von bis zu 18 Monaten.
Seit 2009 werden jährlich Einreichtermine für die verschiedenen Programme durchgeführt. Bis einschließlich 2018 wurden über 4000 Anträge genehmigt, die höchste Zahl (834) an genehmigten Projekten ging an Forschungseinrichtungen im Vereinigten Königreich, gefolgt von deutschen (640) und französischen (544) Forschungseinrichtungen. Die höchste Zahl an Projekten wurde mit 566 im Jahr 2012 genehmigt, seither werden zwischen rund 300 und rund 400 Projekte im Jahr gefördert. Die ausgewählten Projekte decken eine große Themenvielfalt ab.
Aufgrund der hohen Konkurrenz und dem Fokus auf die Exzellenz der Forschung ist ein erfolgreicher Antrag beim Europäischen Forschungsrat sehr prestigeträchtig und wird vielfach als eine hohe Auszeichnung für den Forscher betrachtet. Gleichzeitig wird der starke Fokus auf exzellente Forschung auch kritisiert, da es beispielsweise für Forschungsinstitutionen aus Osteuropa fast unmöglich ist ein Projekt beim Europäischen Forschungsrat zu bekommen, unter anderem da exzellente Forscher in andere Länder abwandern, wo sie bessere Bedingungen für ihre Forschung und bessere Unterstützung bei der Beantragung prestigeträchtiger Forschungsprojekte erhalten.
Die folgende Tabelle listet die vergebenen ERC-Förderungen nach Land auf.
| Land                   | 2007 | 2009 | 2010 | 2011 | 2012 | 2013 | 2014 | 2015 | 2016 | 2017 | 2018 | 2019 | Summe |
| ---------------------- | ---- | ---- | ---- | ---- | ---- | ---- | ---- | ---- | ---- | ---- | ---- | ---- | ----- |
| Vereinigtes Königreich | 57   | 43   | 75   | 120  | 143  | 64   | 65   | 62   | 65   | 72   | 68   | 62   | 896   |
| Deutschland            | 32   | 29   | 78   | 65   | 77   | 42   | 69   | 44   | 65   | 68   | 68   | 74   | 711   |
| Frankreich             | 41   | 33   | 73   | 57   | 84   | 30   | 49   | 37   | 52   | 52   | 34   | 41   | 583   |
| Niederlande            | 27   | 17   | 25   | 50   | 43   | 29   | 38   | 38   | 37   | 37   | 45   | 51   | 437   |
| Israel                 | 22   | 12   | 26   | 23   | 26   | 32   | 26   | 32   | 14   | 29   | 23   | 35   | 300   |
| Schweiz                | 17   | 22   | 28   | 23   | 37   | 23   | 3    | 29   | 25   | 24   | 26   | 31   | 288   |
| Spanien                | 22   | 19   | 25   | 27   | 25   | 13   | 22   | 14   | 24   | 22   | 17   | 20   | 250   |
| Italien                | 24   | 17   | 21   | 27   | 29   | 7    | 19   | 23   | 18   | 22   | 17   | 19   | 243   |
| Belgien                | 10   | 14   | 14   | 20   | 24   | 16   | 12   | 11   | 21   | 12   | 16   | 14   | 184   |
| Schweden               | 11   | 6    | 21   | 15   | 21   | 6    | 9    | 13   | 17   | 15   | 18   | 14   | 166   |
| Österreich             | 5    | 7    | 15   | 16   | 9    | 13   | 14   | 11   | 16   | 14   | 10   | 10   | 140   |
| Dänemark               | 3    | 7    | 6    | 10   | 13   | 2    | 12   | 8    | 4    | 7    | 14   | 9    | 95    |
| Finnland               | 7    | 6    | 4    | 9    | 8    | 3    | 9    | 5    | 6    | 7    | 10   | 4    | 78    |
| Irland                 | 3    | 3    | 5    | 6    | 5    | 3    | 10   | 6    | 3    | 5    | 7    | 2    | 58    |
| Norwegen               | 1    | 1    | 2    | 5    | 4    | 4    | 6    | 1    | 3    | 7    | 14   | 7    | 55    |
| Portugal               | 2    | 2    | 5    |      | 7    | 5    | 6    | 4    | 5    | 5    | 5    | 2    | 48    |
| Ungarn                 | 6    | 1    | 5    | 3    | 2    | 1    | 2    | 3    | 4    | 1    |      | 1    | 29    |
| Griechenland           | 4    | 3    | 3    | 4    | 4    | 2    |      |      | 3    |      |      | 2    | 25    |
| Polen                  | 1    | 2    | 3    | 2    | 2    | 1    |      | 2    | 3    | 2    | 4    | 2    | 24    |
| Tschechische Republik  | 1    |      | 1    | 1    |      | 1    | 1    | 3    | 2    | 2    | 5    | 1    | 18    |
| Türkei                 |      |      |      |      | 2    | 1    | 1    | 2    | 1    | 2    |      | 2    | 11    |
| Estland                |      | 1    |      | 1    |      |      |      |      |      | 1    | 1    | 1    | 5     |
| Rumänien               |      |      |      |      |      |      | 1    | 1    | 1    | 1    | 1    |      | 5     |
| Zypern                 | 2    |      | 1    |      |      | 1    |      |      |      |      |      |      | 4     |
| Slowenien              |      |      |      | 1    |      |      |      |      |      |      | 1    | 2    | 4     |
| Luxemburg              |      |      |      | 1    |      |      |      |      | 1    |      | 1    |      | 3     |
| Kroatien               |      |      |      |      |      | 1    |      |      |      |      |      | 1    | 2     |
| Bulgarien              | 1    |      |      |      |      |      |      |      |      |      |      |      | 1     |
| Island                 |      |      |      |      |      |      |      |      | 1    |      |      |      | 1     |
| Serbien                |      |      |      |      |      |      | 1    |      |      |      |      |      | 1     |
| Slowakei               |      |      |      |      | 1    |      |      |      |      |      |      |      | 1     |

## Public Engagement with Research Award
Mitte 2020 wurde erstmals der Public Engagement with Research Award vergeben, der für besondere Vermittlungsleistungen von Wissenschaft in die Öffentlichkeit verliehen wird. Gewinner waren 2020 Anna Davies (Trinity College Dublin), Konstantinos Nikolopoulos von der Universität Birmingham, UK, und Erik Van Sebille von der Universität Utrecht, Niederlande.